# Marie de Bourbon-Dampierre
Pour les articles homonymes, voir Marie de Bourbon.
Marie de Bourbon-Dampierre, née en 1220, morte en 1274, est une dame de haut lignage issue des maisons de Dampierre et de Bourbon. Par son mariage, elle entre dans la famille des comtes de Dreux, branche cadette de la maison royale capétienne.

## Biographie

### Filiation
Marie de Bourbon-Dampierre est la fille de Béatrice de Montluçon et d'Archambaud VIII de Bourbon-Dampierre dit « Archambaud le Grand », héritier de la seigneurie de Bourbon par sa mère Mathilde de Bourbon,. Cette seigneurie de Bourbon, possession de la maison dite désormais « de Bourbon-Dampierre », sera transmise deux fois par les femmes (par extinction des mâles) et aboutira à la lignée des Bourbon qui accédera au trône de France.

### Mariage et descendance
Marie de Bourbon-Dampierre épouse en 1240 Jean Ier de Dreux (1215-† 1249), quatrième comte de Dreux et de Braine. Elle entre de ce fait dans la famille capétienne, plus ancienne maison royale de France et d'Europe, les comtes de Dreux étant issus de Robert Ier, fils du roi de France Louis VI le Gros.
De ce mariage naissent :
1. Robert IV (1241-† 1282), cinquième comte de Dreux et de Montfort. D'où postérité ;
2. Yolande (1243-† ap. 1304), comtesse de Braine, mariée en premières noces à Amaury II de Craon († 1269), seigneur de Craon, puis à Jean de Trie († 1304), comte de Dammartin ;
3. Jean (1245-† ap. 1275), templier.

### Décès, sépulture et représentation
Elle meurt en 1274 et est enterrée près du cœur de son mari à l'église abbatiale Saint-Yved de Braine, nécropole princière des comtes de Dreux.
Son gisant, de cuivre émaillé, est représenté au XVIIIe siècle dans la collection des dessins de François Roger de Gaignières sur les gisants de sang royal de France.